# Wojownicy (seria wydawnicza)
Wojownicy – numerowana, monograficzna seria publikacji naukowych wydawnictwa Inforteditions opisujących formacje wojskowe lub armie.

## Numerowana lista pozycji
1. Bronisław Szubelak: Hoplita grecki VII-V w. p.n.e. Studium bronioznawcze. Zabrze: 2007. ISBN 978-83-89943-19-4. Brak numerów stron w książce
2. Jan Snopkiewicz: Armia saska 1763–1815 (1). Zabrze: 2008. ISBN 978-83-89943-28-6. Brak numerów stron w książce
3. Miron Kosowski: Chorągwie wołoskie w wojsku koronnym w II poł. XVII wieku. Zabrze: 2009. ISBN 978-83-89943-38-5. Brak numerów stron w książce
4. Magdalena Idziak: Legion XX Valeria Victrix w Brytanii. Zabrze: 2009. ISBN 978-83-89943-39-2. Brak numerów stron w książce
5. Jan Snopkiewicz: Armia saska 1763–1815 (2). Zabrze: 2010. ISBN 978-83-89943-49-1. Brak numerów stron w książce
6. Sławomir Jędraszek: Armia Lagidów. Organizacja i struktura. Zabrze: 2010. ISBN 978-83-89943-57-6. Brak numerów stron w książce
7. Jan Snopkiewicz: Armia Bawarska w latach 1792–1815. Zabrze: 2020. Brak numerów stron w książce
8. Jan Snopkiewicz: Armia Bawarska 1792-1815 (2). Działania wojenne. Zabrze 2020
9. Jakub Juszyński Polskie łucznictwo i kusznictwo konne w X-XVIII. Zabrze-Tarnowskie Góry 2020
10. Jakub Juszyński Etos łucznika w starożytnej Europie. Zabrze-Tarnowskie Góry 2020